# جيف كوكس (طبال)
جيف كوكس (بالإنجليزية: Geoff Cox)‏ هو طبال أسترالي، ولد في 13 مارس 1951 في St Kilda, Victoria ‏ في أستراليا.

## وصلات خارجية
- جيف كوكس على موقع ميوزك برينز (الإنجليزية)
- جيف كوكس على موقع ميوزك برينز (الإنجليزية)